# ثنائي كلوروالأنيلين
ثنائي كلوروالأنيلين (بالإنجليزية: Dichloroaniline)‏ هي مركبات كيميائية تتكون من حلقة الأنيلين استبدلت مع اثنين من ذرات الكلور وتضم صيغة الجزيء C 6 H 5 الكلورين 2 N. هناك ستة تصاوغات، متفاوتة في وضعيات ذرات الكلور حول الحلقة المتعلقة بمجموعة الأمينية . كمشتقات أنيلين، يتم تسميتها مع المجموعة الأمينية في الموضع 1. كلها عديمة اللون، على الرغم من أن العينات التجارية يمكن أن تظهر ملونة بسبب وجود شوائب. تستخدم العديد من المشتقات في إنتاج الأصباغ ومبيدات الأعشاب.
| اسم مركب                 | حالة     | التركيب الكيميائي | نقطة الانصهار         | |
| ------------------------ | -------- | ----------------- | --------------------- | --- |
| 2,3- ثنائي كلوروالأنيلين | 608-27-5 |                   | 20–25 °م (68–77 °ف)   | |
| 2,4- ثنائي كلوروالأنيلين | 554-00-7 |                   | 59–62 °م (138–144 °ف) | |
| 2,5- ثنائي كلوروالأنيلين | 95-82-9  |                   | 47–50 °م (117–122 °ف) | |
| 2,6- ثنائي كلوروالأنيلين | 608-31-1 |                   | 36–38 °م (97–100 °ف)  | |
| 3,4-Dichloroaniline      | 95-76-1  |                   |                       | Clenpyrin، Cericlamine، Chlorproguanil، كلودانولين، DCMU، Eclanamine، Elzasonan، Enolicam، Linuron، بازوكسيد، Propanil، |
| 3,5 Dichloroaniline      | 626-43-7 |                   | 46–52 °م (115–126 °ف) | |